# Partido Socialista Unido de Venezuela
El Partido Socialista Unido de Venezuela, fundado originalmente como el Partido Socialista Único de Venezuela (PSUV, pronunciado peseuve), es el partido político gobernante de Venezuela. Es miembro de la coalición política Gran Polo Patriótico Simón Bolívar. Se ha mantenido en el poder como partido hegemónico de manera invicta y es parte de la revolución bolivariana  de Hugo Chávez.
Fundado por Hugo Chávez en 2008, pretendía aglutinar en un único partido político a todos aquellos movimientos y organizaciones que lo apoyaban en el Gobierno. Sin embargo, esta fusión tuvo un éxito moderado, contando únicamente con la aceptación del partido mayoritario Movimiento Quinta República y otros partidos menores. El Partido Comunista de Venezuela, principal partido comunista del país, rechazó esta fusión, junto a otros partidos como Patria Para Todos, Por la Democracia Social, el Movimiento Tupamaro.
Está formado principalmente por movimientos políticos chavistas, marxistas, anticapitalistas, antiimperialistas y latinoamericanistas.
Es considerado el partido hegemónico de Venezuela, siendo el partido de gobierno con Nicolás Maduro como presidente del país, quien además es presidente del partido, controlando por una supermayoría la Asamblea Nacional, así como la mayoría de gobernaciones, alcaldías, concejos municipales y consejos legislativos. El PSUV posee una alta influencia en las instituciones venezolanas, y a menudo se ha señalado una fusión entre el Estado y el partido.
En las elecciones presidenciales de Venezuela de 2024, el candidato del partido, Nicolás Maduro, fue proclamado ganador por parte del Consejo Nacional Electoral.

## Historia

### Gestación (2006-2007)

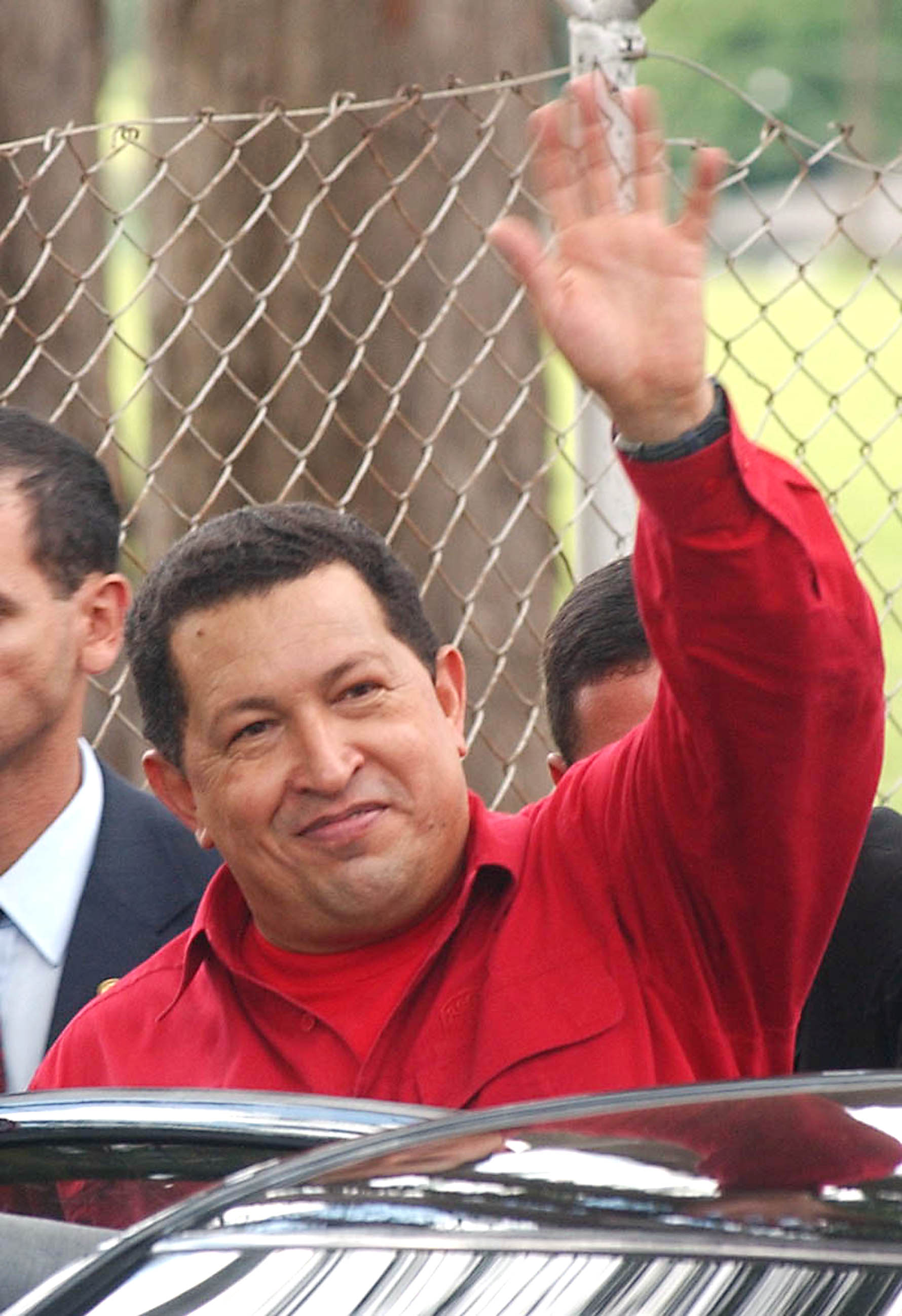
Hugo Chávez, expresidente de Venezuela y principal promotor del PSUV.

La creación del partido para unir a la izquierda venezolana fue una de las propuestas realizadas por Hugo Chávez durante la campaña electoral para la elección presidencial de 2006. Fue conocida como la propuesta del Partido único, y el partido originalmente fue fundado como el Partido Socialista Único de Venezuela. Posteriormente el director general del Comando Táctico Nacional del Movimiento V República (el partido político con el que Chávez gobernaba), Willian Lara, aclaró que no era "un partido único, sino unido para siempre con los ideales bolivarianos marxista-leninistas (sic) de Bolívar el Libertador".[cita requerida]
La primera mención pública sobre un probable nombre para este Partido unido ocurrió el 16 de diciembre de 2006, cuando el mismo Chávez lo anunció en un acto de reconocimiento a su comando de campaña, el Comando Miranda, tras la victoria obtenida en la elección presidencial de ese año. Advirtió en esa ocasión que aquellos partidos que decidieran no integrarse en la propuesta saldrían de la coalición oficialista, además de expresar que los votos en la mencionada elección presidencial no eran de los partidos sino del pueblo.[cita requerida]
Chávez propuso también un esquema organizativo para el nuevo partido similar al que tuvo el Comando Miranda durante la campaña electoral de 2006, conocido como «de batallones, pelotones y escuadras». El mismo consiste en un sistema de militantes agrupados. Además pidió que el PSUV terminara con las asignaciones de puestos gubernamentales y candidaturas a dedo para empezar a radicar el poder directamente en la base del partido y las masas.
El proceso para registrar a la militancia del PSUV comenzó el día 18 de enero de 2007 con la elaboración de las planillas de inscripción. El día 15 de febrero se conformó una Comisión Promotora con el objeto de coordinar con los sectores políticos el método para crear el nuevo partido. La Comisión estuvo conformada por:
- Alberto Müller Rojas
- Alí Rodríguez Araque
- David Colmenares
- Diosdado Cabello
- Francisco Arias Cárdenas
- Freddy Bernal
- Guillermo García Ponce
- Héctor Navarro
- Hugo Chávez
- Jesús Paz Galárraga
- Jorge Rodríguez Gómez
- José Vicente Rangel
- Luis Reyes Reyes
- Pedro Carreño
- Roberto Hernández
- Fidel Ernesto Vásquez
- William Fariñas

El anuncio de la conformación del PSUV produjo una serie de opiniones y reacciones tanto entre los partidos simpatizantes con el proyecto del presidente Chávez como en aquellos que formaban parte de la oposición.

#### Partidos que aceptaron la fusión

Logo del Movimiento Quinta República.

Varios partidos que apoyaban la Revolución Bolivariana dieron su apoyo a la creación del Partido Socialista Unido, anunciando su disolución como partidos independientes.
El Movimiento Quinta República (MVR), partido fundado por Chávez en 1997 para servir como su plataforma electoral, fue el primero en  anunciar el 18 de diciembre de 2006 su disolución como partido político, la migración de su militancia al PSUV. El MVR anunció que planeaba transferir todos sus bienes al nuevo partido mediante un acto público cuando este obtuviera personalidad jurídica. Además el MVR pretende ejercer medidas legales para reservar sus símbolos y así evitar posibles conflictos futuros.
Al día siguiente la Unidad Popular Venezolana (UPV) también decidió unirse al Partido Unido. La principal dirigente del UPV, Lina Ron, anunció el inicio de las gestiones legales ante el Consejo Nacional Electoral para disolver su partido. Lina Ron aprovechó el anuncio para pedirle a los partidos oficialistas que se apresuraran en unirse al PSUV, sobre esto declaró: "Apúrense muchachos que les pueden cerrar la puerta".
La Liga Socialista, mediante su Secretario de Organización Nacional, Wilfredo Jiménez, declaró la adhesión al partido unitario y la realización de una consulta popular en enero de 2007 para rendir cuentas sobre los 33 años que se mantuvo en pie la organización. Jiménez afirmó que el nuevo partido garantizaría la democracia interna, el debate de ideas y la unidad en la lucha contra el imperialismo.
Tanto la Dirección Nacional del Movimiento por la Democracia Directa como el director del Frente Cívico-Militar Bolivariano, Héctor Herrera, se pronunciaron en total apoyo a la propuesta de integrarse al PSUV. El Frente Cívico-Militar Bolivariano anunció la celebración de una Plenaria Nacional en Caracas el día 17 de enero para realizar el pronunciamiento de la dirigencia del movimiento, mientras que el MDD realizaría jornadas de debate entre el 17 de diciembre de 2006 y 7 de enero de 2007. En una rueda de prensa realizada el 24 de enero de 2007, el Secretario General de Independientes por la Comunidad Nacional (IPCN), Eddy Mavárez, informó sobre la aceptación de su partido y el envío de un comunicado al Consejo Nacional Electoral pidiendo la disolución de IPCN, donde la fusión nunca se llevó a cabo y en los actuales momentos (IPCN) continua con profundas relaciones con el(PSUV) en el fortalecimiento de la paria grande.

Logo del Movimiento Tupamaro, otro de los partidos constituyentes del PSUV.

El Movimiento Tupamaro de Venezuela acordó en una reunión realizada el día 27 de enero de 2007 en el estado Aragua, la disolución del partido y su ingreso a las filas del PSUV con la condición de poder mantener su identidad y de que se le permitiese crear una tendencia dentro del partido unido. Esta postura fue reafirmada por el Secretario General de los Tupamaros, José Pinto, cuando el 14 de marzo anunció la desaparición del Movimiento Tupamaro como partido político. Por su parte, el 30 de enero el Movimiento Cívico Militante envió un comunicado a medios de izquierda indicando que estaban dispuestos a disolverse, aunque en él no otorgaron una respuesta oficial.
El partido Unión, por medio de su presidente Francisco Arias Cárdenas, anunció el 28 de enero de 2007 su disolución como organización y el ingreso de sus militantes a la propuesta del partido unido, Arias Cárdenas expresó: "Unión se disuelve no para desaparecer, sino para crecer dentro de este concepto de unidad con nuestros hermanos del proceso revolucionario" y recordó la Última Proclama de Simón Bolívar donde este pedía que cesaran los partidos y se consolidara la unión. El día 15 de febrero, el Movimiento Independiente Ganamos Todos (Migato) se unió a los partidos que aceptaron su fusión dentro del PSUV.
Los partidos regionales Abrebrecha, FIORP, LAGO, Mi Gente y Unidos Por Portuguesa Independiente, todos con representación parlamentaria, anunciaron conjuntamente su fusión en el PSUV en una rueda de prensa realizada el 8 de marzo donde fungieron como voceros los diputados a la Asamblea Nacional Lizardo Cabello, Enrique González, Zar Lara, Dennis Peraza y Loa Tamaronis. La incorporación de estos partidos regionales se suman a la del partido Por Maracaibo, que fue el primer partido regional en aceptar su ingreso en el PSUV al hacerlo el día 21 de diciembre de 2006.
La Corriente Marxista Internacional (CMI), liderada por Alan Woods, apoyó la nueva formación desde el primer momento. Su sección venezolana se afilió al PSUV como corriente interna organizada.

#### Partidos que no aceptaron la fusión
Algunos partidos de izquierda como el Partido Comunista de Venezuela (PCV), Patria Para Todos (PPT) y Por la Democracia Social demostraron dudas sobre su inclusión en el proyecto PSUV negando su ingreso por diversos motivos, aunque los tres partidos coincidieron en la necesidad de conocer concretamente el futuro desarrollo organizacional, programático e ideológico del PSUV.
Cuando estos partidos decidieron no ingresar al PSUV en su fundación, Hugo Chávez comentó: "Aquellos movimientos que no asuman el esfuerzo unitario tendrán el derecho de mantener siglas, espacios, símbolos... Las puertas seguirán abiertas, pero yo sigo adelante".
Por su lado el Secretario General del Movimiento Electoral del Pueblo (MEP), Eustoquio Contreras, aceptó inicialmente la propuesta del Presidente Chávez e indicó la donación por parte de su partido de un total de 17 casas distribuidas en todo el país. Sin embargo, el MEP decidió posteriormente no fusionarse.

#### La postura comunista
El secretario general del Partido Comunista de Venezuela, Óscar Figuera, anunció el 22 de diciembre de 2006 el inicio de un proceso de discusión en las células del Partido y la posterior realización de un Congreso Nacional Extraordinario (el XIII Congreso Nacional del PCV) convocado por el Comité Central para el 3 y 4 de marzo de 2007, donde las bases decidirían si adherirse al PSUV y concluir con 76 años de vida del partido contemporáneo más antiguo de Venezuela o rechazar la propuesta de fusión. Sobre esto Figuera declaró: 

Por respeto a la militancia y a la democracia interna del PCV, la directiva no puede asumir la decisión de disolver esta organización, pues sería un golpe bajo que una instancia cupular resolviese sin consultarle al partido
Óscar Figuera, secretario general del PCV

#### La postura dePatria Para Todos

Logo de Patria Para Todos, otro de los partidos que no se integraron en el PSUV.

El 21 de diciembre de 2006, el partido Patria Para Todos (PPT) anunció una Asamblea Nacional a realizarse los días 12, 13 y 14 de enero de 2007 para decidir su postura ante la propuesta del PSUV, sin producirse ésta en los días pautados. El 15 de enero de 2007, el Secretario Nacional del PPT, Rafael Uzcátegui, explicó que esta organización sería paciente para decidir sobre la propuesta de Chávez pues para el partido azul existían puntos más urgentes que discutir. El 29 de enero de 2007, la dirección nacional del PPT dio muestras de aceptar su ingreso en el PSUV, aunque habían decidido no disolverse hasta después de ser realizado un Congreso constituyente que definiera las bases fundamentales del nuevo partido.
El día 5 de marzo la dirigencia del PPT reafirmó que no se disolverían por el momento indicando además que no se trataba de un fracaso de la propuesta del Presidente Chávez pues, en su opinión, todos los simpatizantes de la Revolución Bolivariana coinciden en que es necesaria la existencia de una «organización superior que permita dotar al movimiento revolucionario de una dirección colectiva». Esta posición fue interpretada por diversos medios de comunicación como una negativa a la propuesta del PSUV, pero el 8 de marzo el Secretario General del PPT, José Albornoz, aclaró que en ningún momento se habían negado a fusionarse y esperarían los resultados de las reuniones entre la Comisión Promotora y los sectores políticos para tomar una decisión definitiva.
El 26 de marzo de 2007 la dirigencia del PPT anunció la realización de una asamblea nacional para el 9 y 10 de abril en donde decidirían finalmente si continuar o no como partido político independiente.
Apenas tres días después, un grupo de dirigentes del PPT, conformado por miembros de la alta dirigencia partidista a nivel nacional y regional, diputados a la Asamblea Nacional, fundadores del partido y alcaldes, anunciaron su decisión de ingresar al PSUV sin importar la postura final del partido. A esta postura se sumaron siete alcaldes del estado Guárico y el gobernador de la misma entidad, Eduardo Manuitt, siendo precisamente ese estado donde el PPT tenía mayor fuerza.
Se realizó la Asamblea Nacional del PPT, con la asistencia de más de 500 delegados, en la ciudad de Villa de Cura. En ella decidieron continuar la existencia del PPT como partido independiente pero ratificaron su apoyo a Chávez. Aunque en el comunicado oficial indicaban que la decisión había sido alcanzada mediante consenso, luego de hacerse pública la posición del PPT un grupo de sus dirigentes anunciaron su renuncia al partido azul y su disposición de ingresar al PSUV, entre ellos Aristóbulo Istúriz y Alí Rodríguez Araque.

#### La postura dePor la Democracia Social
El partido Por la Democracia Social (Podemos) mediante su Secretario General, Ismael García, respaldó la propuesta del partido unitario pero exigiendo un trato respetuoso e igualitario, advirtiendo que "En este diálogo no puede haber parientes pobres o huérfanos", y pidiendo "una integración democrática, sin excluidos ni desplazados"; además, dirigentes regionales de este partido anunciaron una consulta a los militantes en marzo de 2007 aunque sin determinar si ésta sería vinculante.
Podemos dio señales de la aceptación a la propuesta del PSUV cuando el 16 de enero de 2007 su Secretario General propuso la creación de una Asamblea Constituyente para discutir las normas por las cuales se regiría el nuevo partido, explicando también que se iniciaba el proceso de transición hacia la creación del partido unido. García posteriormente comentó que para esa Asamblea constituyente debía recogerse no solamente la opinión de los partidos políticos sino también a las fuerzas sociales; en este sentido propuso que la Asamblea constituyente fuera constituida con unos 1500 asambleístas elegidos en una votación organizada por el CNE, de los cuales un 50% serían elegidos en circunscripciones municipales, otro 30% en circunscripciones estadales y el 20% restante sería elegido en una única circunscripción nacional.
El 3 de marzo de 2007, se celebró un acto denominado "Quién dijo miedo" en el Hotel Caracas Hilton donde asistieron los dirigentes de Podemos. El Secretario General aprovechó la ocasión para dar a conocer la posición oficial del partido: "no participamos ni participaremos jamás de pensamientos únicos porque Venezuela es una sociedad diversa, plural", rechazando de esa manera la propuesta del partido unido añadiendo que esa decisión no significaba un retiro del apoyo hacia el Presidente Chávez y la Revolución Bolivariana, pues "el pensamiento de Chávez sí es pluralista" y precisamente en el marco de ese pensamiento es que llegaban a la conclusión de no fusionarse con los demás partidos. Por último indicó que luego de realizarse una Asamblea constituyente que formule las bases del PSUV, ellos decidirían si finalmente ingresan a la controvertida propuesta.
Varios partidos oficialistas recibieron con desagrado la decisión de Podemos de no ingresar al PSUV especialmente por las razones expresadas para no fusionarse. El Movimiento Tupamaro calificó la posición de Podemos como "socialdemócrata, antirrevolucionaria y entreguista"; el gobernador del estado Miranda y dirigente del MVR, Diosdado Cabello, expresó "Allá cada quien que decida darle la espalda al pueblo en alguna circunstancia, porque bien claro está que los votos aquí son del Presidente y los partidos han sido accesorios." mientras el ministro de Comunicación Willian Lara indicó que existía cierta confusión pues en ningún momento la propuesta significaba la imposición de un pensamiento único sino la creación de un partido unido, expresando también: "Por ningún lado se habla de pensamiento único, el presidente Chávez ha exhortado al debate de ideas". El Presidente Chávez en el Aló Presidente número 272, aceptó la decisión de Podemos pero criticó duramente las razones que los llevaron a no fusionarse: "algunos están enarbolando las banderas de la derecha. Aseguran que no están de acuerdo con un pensamiento único. ¡El capitalismo es quien promulga el pensamiento único! (...) Digan la verdad, tienen miedo de perder su espacio" y pidió que explicaran las verdaderas razones de su postura.
La decisión de la alta dirigencia de Podemos produjo importantes reacciones a lo interno del partido. El diputado a la Asamblea Nacional por el estado Zulia Libes González, junto a diversos miembros de su partido, indicó el 6 de marzo de 2007 que un 80% de la militancia en el Zulia y la dirigencia en Falcón, Sucre, Yaracuy y el Distrito Capital se encontraban enguerrillados contra Ismael García y la alta dirigencia partidista quienes, según González, no representaban los intereses de la militancia y habían traicionado al partido tomando decisiones desde la cúpula sin consultar a las bases. Arnoldo Oliveres, Secretario General de Podemos en el Zulia, calificó las declaraciones de Libes Gonzáles como oportunistas y aseguró que González no tenía "ni el 8% de respaldo". El 8 de marzo de 2007, un grupo de dirigentes de Amazonas, Caracas, Apure, Guárico, Miranda y Nueva Esparta anunciaron en una rueda de prensa su incorporación en el PSUV a pesar de las declaraciones de Ismael García, explicando que en una reunión del Comité Nacional Ampliado celebrada el 15 de enero de 2007 la dirigencia de Podemos decidió fusionarse con el PSUV y debía respetarse esa decisión.
El 8 de marzo de 2007, luego de una reunión con la Comisión Promotora del PSUV, el Secretario General de Podemos comentó que no estaba descartado por completo el ingreso de su organización en el Partido Socialista mostrando así una actitud conciliadora muy distinta a la que mantuvo durante el acto "Quién dijo miedo" del 3 de marzo. García explicó que ese cambio de actitud se debió a una mejora considerable en el panorama político y por recibir receptividad para sus planteamientos, por ello declaró: "Creemos que no es lo mismo lo que está planteado hoy a lo que existía unos días atrás, creo que las reglas del juego están aclarándose y que vamos en el camino de poder lograr que nuestra propuesta democrática sea tomada en cuenta".
La polémica se reavivó después de unas declaraciones emitidas por el gobernador del estado Aragua y militante de Podemos Didalco Bolívar, quien el 16 de marzo de 2007 atacó severamente al Consejo Nacional Electoral por activar un referéndum revocatorio hacia él, lo cual calificó como una intimidación por criticar la creación del PSUV — al cual calificó como una imposición de un pensamiento único — expresando que solo podía estar de acuerdo con un socialismo democrático que proteja los intereses de la propiedad privada. Un par de días después Hugo Chávez expresó su descontento ante las declaraciones del Gobernador de Aragua a quien acusó de haber satanizado su propuesta: "oí al gobernador Didalco Bolívar en un discurso, por demás violento. Ojalá hubiese sido así el 12 y 13 de abril —durante el Golpe de Estado de 2002—, eso hubiese sido bien bueno en aquel momento" y le mandó un mensaje: "no me parece noble. Sencillamente diga que no está de acuerdo con el socialismo y que quizás nunca fue socialista y retírese, así quedamos como amigos. Yo no los estoy corriendo, sólo quiero que hagamos una buena y real revolución. Quiero dejar de lado el sectarismo y el clientelismo". Además le pidió que no regresara para buscar una alianza ante los procesos electorales.
Este hecho político produjo una nueva ola de renuncias dentro de Podemos cuando el 20 de marzo el gobernador del estado Yaracuy Carlos Giménez y los Diputados a la Asamblea Nacional Jenny Cedeño, Dennys Peraza y Tomás Sánchez anunciaron su retiro del partido vinotinto y su intención de ingresar al PSUV. A estos se le sumaron un día después el alcalde de Maracaibo Gian Carlo di Martino, el alcalde de Porlamar Eligio Hernández y la dirección regional en el estado Miranda que estaba conformada por 3 alcaldes, 18 concejales y miembros de las juntas parroquiales mirandinas. La estampida continuó el 22 y 23 de marzo con la renuncia de 70 dirigentes de Podemos en el estado Aragua —incluyendo a Ramón García, el hermano del secretario general de Podemos— y la dirección regional en Yaracuy.
Ramón Martínez, presidente de Podemos y gobernador del estado Sucre, calificó al PSUV de mamotreto sectario durante un acto realizado en Cumaná el 17 de abril de 2007. Dos días después Hugo Chávez criticó a Martínez por sus declaraciones, indicó que lo consideraba parte de la oposición, que no deseaba recibir su apoyo y que los sectarios eran Ramón Martínez y su partido, finalmente instó a los chavistas a que trabajaran para revocar a Martínez y Didalco Bolívar, pues "ellos están allí por los votos de Chávez, no por los votos de ellos". Los diputados podemistas Bernardo Jiménez y Arcadio Montiel rechazaron las declaraciones de Chávez y las calificaron de "ácidas, desconsideradas y agresivas", apoyaron la tesis de Martínez sobre el sectarismo en la formación del PSUV pero ratificaron su apoyo a Hugo Chávez a la vez que pedían no ser tildados de opositores.

#### Partidos revolucionarios y su decisión final
A continuación se presenta una tabla con los partidos que apoyaron al presidente Chávez en su reelección, ordenados según la cantidad de votos recibidos en esa elección, e indicando cuáles organizaciones aceptaron su disolución para fusionarse en el PSUV:
| Partido político                                                | Porcentaje de votos | Decisión      |
| --------------------------------------------------------------- | ------------------- | ------------- |
| Movimiento Quinta República (MVR)                               | 41,66%              | Fusionarse    |
| Por la Democracia Social (PODEMOS)                              | 6,53%               | No fusionarse |
| Patria Para Todos (PPT)                                         | 5,13%               | No fusionarse |
| Partido Comunista de Venezuela (PCV)                            | 2,94%               | No fusionarse |
| Movimiento Electoral del Pueblo (MEP)                           | 0,81%               | No fusionarse |
| Movimiento Independiente Ganamos Todos (MIGATO)                 | 0,75%               | Fusionarse    |
| Unidad Popular Venezolana (UPV)                                 | 0,68%               | Postergar     |
| Clase Media Revolucionaria (CMR)                                | 0,59%               | Fusionarse    |
| Movimiento Revolucionario Tupamaro (MRT)                        | 0,59%               | Postergar     |
| Liga Socialista (LS)                                            | 0,50%               | Fusionarse    |
| Movimiento por la Democracia Directa (MDD)                      | 0,35%               | Fusionarse    |
| Gente Emergente (GE)                                            | 0,25%               | No fusionarse |
| Unión                                                           | 0,25%               | Fusionarse    |
| Movimiento Cívico Militante (MCM)                               | 0,25%               | Postergar     |
| Unidad Patriótica Comunitaria (UPC)                             | 0,19%               | No fusionarse |
| Movimiento de Concentración Gente Nueva (MCGN)                  | 0,18%               | Fusionarse    |
| Fuerza de Acciones Coordinadas de Bases Por La Alianza (FACOBA) | 0,16%               | No fusionarse |
| Independientes Por La Comunidad Nacional (IPCN)                 | 0,15%               | Postergar     |
| Organización Nacionalista Democrática Activa (ONDA)             | 0,13%               | Fusionarse    |
| Movimiento Nacional Independiente (MNI)                         | 0,11%               | Fusionarse    |
| Poder Laboral (PL)                                              | 0,10%               | No fusionarse |
| Corrientes Revolucionarias Venezolanas (CRV)                    | 0,09%               | No fusionarse |
| Redes de Respuesta de Cambios Comunitarios (REDES)              | 0,07%               | No fusionarse |
| Corriente Marxista Internacional (CMI)                          | -                   | Fusionarse    |

| Aceptó fusionarse | Decidió postergar su fusión | No aceptó fusionarse |

#### Reacciones de la oposición
El principal dirigente opositor, excandidato a la elección presidencial del 2006 y gobernador del Estado Zulia, Manuel Rosales, consideró como "antidemocrática" la propuesta del PSUV, pues, en su opinión, solo una persona tendría voz y voto en ese partido: Hugo Chávez. Además, opinaba que el proceso de integración de los partidos oficialistas era una bomba de relojería, pues suponía un descontento en partidos como el PPT y Podemos donde los dirigentes se verían forzados a disolver sus partidos para unirse al PSUV. En respuesta, Calixto Ortega, diputado a la Asamblea Nacional por el MVR, expuso que no se trataba de un proceso antidemocrático, pues no se estaba obligando a ningún partido a fusionarse y cada organización tenía plena libertad de decidir.
Otro dirigente opositor, Teodoro Petkoff, también mostró preocupación por la democracia venezolana pues, según él, en el PSUV solo estarían los revolucionarios que decidiese Chávez, para luego decretar que ese es el único partido que representa los intereses de Venezuela, y por lo tanto los partidos opositores serían ilegalizados como en los sistemas unipartidistas. El portavoz del MVR, William Lara, desestimó por completo los comentarios de Petkoff al indicar que con la propuesta del PSUV solo se trataba de unir a los revolucionarios y que en ningún momento tenía que ver con la oposición ni sus partidos.

### Formación (2007-2008)
El 5 de marzo Chávez anunció el inicio oficial del proceso de formación del PSUV y la designación de un Comité Técnico para coordinar ese proceso, el cual fue conformado por Diosdado Cabello, Adán Chávez, Érika Farías, Lina Ron y Jorge Rodríguez Gómez. Además se diseñó el proceso de formación en 3 fases para cumplir una serie de objetivos:
1. Juramentación de los propulsores del PSUV.
2. Inscripción de los aspirantes a militantes y formación de las unidades de base.
3. Elección de delegados en cada unidad de base para asistir a un Congreso Fundacional.
4. Realización del Congreso Fundacional para diseñar los aspectos fundamentales del nuevo partido, como estatutos, estructura e ideología política.
5. Realización de una votación, en la cual votarían todos los aspirantes a militantes, para decidir la aprobación de las conclusiones del Congreso Fundacional.
6. Elección de la directiva del partido luego de ser fundado.

Chávez estimó que ese proceso, iniciado el 5 de marzo, debería concluir en aproximadamente 9 meses.
Un par de días después, el vicepresidente venezolano Jorge Rodríguez anunció la creación de cinco comisiones de trabajo dentro de la Comisión Promotora para agilizar el proceso de formación:
- Eventos: Freddy Bernal (coordinador), Rafael Isea y Luis Reyes Reyes.
- Ideas: Alberto Müller Rojas (coordinador), Adán Chávez, Roberto Hernández, Héctor Navarro, Jesús Paz Galárraga y Alí Rodríguez Araque.
- Medios: Guillermo García Ponce (coordinador), Olga Titina Azuaje y José Vicente Rangel.
- Secretaría: Fernando Soto Rojas (coordinador) y David Velásquez.
- Técnica Constituyente: Diosdado Cabello (coordinador), Francisco Arias Cárdenas, Pedro Carreño, William Fariñas y Jorge Rodríguez.

En la oportunidad, Rodríguez agregó que estas comisiones cesarían en sus funciones al ser instalado el Congreso Fundacional.

#### Primera fase
La primera fase de la formación del partido consistió en la designación y juramentación de los propulsores del partido unido y se inició el 5 de marzo de 2007 con el anuncio del cronograma oficial.
El 24 de marzo de 2007 se realizó el primer acto público para la formación del PSUV, donde se les prestó juramento como propulsores a 2.398 personas en cuya escogencia se exigió el no poseer militancia política previa para, según el miembro de la Comisión Promotora Alberto Müller, "impedir la burocratización temprana". Al acto asistieron múltiples personalidades del ámbito político incluyendo al presidente, ministros, gobernadores, diputados, alcaldes, dirigentes sindicales y representantes de diversos institutos gubernamentales. Durante el II encuentro del PSUV, realizado en el Poliedro de Caracas el día 19 de abril de 2007, se juramentó a un segundo grupo de propulsores compuesto por 16.786 personas.

##### Inscripción de aspirantes a militantes
El 29 de abril se inició el proceso de inscripción de los aspirantes a militantes, empezando en el estado de Lara y en el Distrito Capital, para luego ir progresivamente en el resto de los estados. La inscripción recibió el apoyo técnico del Consejo Nacional Electoral mediante la instalación de más de 10.000 máquinas en unos 3.700 centros distribuidos en toda Venezuela, lo cual produjo críticas en sectores opositores quienes demandaron al CNE ante la Fiscalía General de la República por malversación de fondos. Según Enrique Naime, secretario de Asuntos Electorales del partido socialcristiano COPEI, "solamente en gastos operativos del Consejo Nacional Electoral para la constitución del juguete que se denomina Partido Socialista se han gastado en dinero de los venezolanos la cantidad de 47 mil millones de bolívares (21 millones de dólares)". Sandra Oblitas, rectora del Consejo Nacional Electoral, recordó que el apoyo prestado por el CNE a la formación del PSUV fue por un mandato constitucional tal como lo indica el artículo 293 de la constitución venezolana en sus numerales 6 y 8.

Artículo 293. El Poder Electoral tienen por funciones: (...) 6. Organizar las elecciones de sindicatos, gremios profesionales y organizaciones con fines políticos en los términos que señale la ley. Así mismo, podrán organizar procesos electorales de otras organizaciones de la sociedad civil a solicitud de éstas, o por orden de la Sala Electoral del Tribunal Supremo de Justicia. Las corporaciones, entidades y organizaciones aquí referidas cubrirán los costos de sus procesos eleccionarios. (...) 8. Organizar la inscripción y registro de las organizaciones con fines políticos y velar porque éstas cumplan las disposiciones sobre su régimen establecidas en la Constitución y en la ley. En especial, decidirá sobre las solicitudes de constitución, renovación y cancelación de organizaciones con fines políticos, la determinación de sus autoridades legítimas y sus denominaciones provisionales, colores y símbolos.
Constitución de la República Bolivariana de Venezuela

Oblitas también mencionó que la participación del CNE "no compromete en absoluto la imparcialidad del organismo, porque la asistencia es brindada a solicitud de las partes. Estamos obligados y estamos en la disposición de apoyar. Para nosotros es absolutamente favorable porque de esa manera el Poder Electoral va consolidando sus funciones y sus competencias establecidas en la Constitución".
Otra críticas realizadas al proceso de registro fueron las denuncias sobre supuestas presiones ejercidas sobre empleados públicos para inscribirse en el PSUV, tesis negada por el canciller Nicolás Maduro y el diputado oficialista Darío Vivas, y la inscripción del general de división Alberto Müller Rojas, jefe del Estado Mayor y militar activo, por lo cual dirigentes del partido Un Nuevo Tiempo introdujeron un recurso de interpretación ante la Sala Constitucional del Tribunal Supremo de Justicia — el cual sería declarado inadmisible — para clarificar si la inscripción de militares activos violaría o no los artículos 328 y 330 de la constitución.

Artículo 328. La Fuerza Armada Nacional constituye una institución esencialmente profesional, sin militancia política, organizada por el Estado para garantizar la independencia y soberanía de la Nación y asegurar la integridad del espacio geográfico, mediante la defensa militar, la cooperación en el mantenimiento del orden interno y la participación activa en el desarrollo nacional, de acuerdo con esta Constitución y con la ley. En el cumplimiento de sus funciones, está al servicio exclusivo de la Nación y en ningún caso al de persona o parcialidad política alguna. Sus pilares fundamentales son la disciplina, la obediencia y la subordinación. La Fuerza Armada Nacional está integrada por el Ejército, la Armada, la Aviación y la Guardia Nacional, que funcionan de manera integral dentro del marco de su competencia para el cumplimiento de su misión, con un régimen de seguridad social integral propio, según lo establezca su respectiva ley orgánica.

Artículo 330. Los o las integrantes de la Fuerza Armada Nacional en situación de actividad tienen derecho al sufragio de conformidad con la ley, sin que les esté permitido optar a cargo de elección popular, ni participar en actos de propaganda, militancia o proselitismo político.
Constitución de la República Bolivariana de Venezuela

El proceso culminó el 10 de junio, lográndose inscribir a 5.669.305 aspirantes a militantes, cifra cercana al 80% de los votos obtenidos por Chávez en la elección presidencial del 2006.
El 7 de mayo de 2009, el PSUV inició otra jornada de inscripción de aspirantes a militantes, la cual finalizó el 14 de junio de ese mismo año. Jorge Rodríguez, coordinador de la Comisión de Organización del partido, anunció los resultados dos días después del cierre: se reportaron 1.531.674 nuevos aspirantes a militantes, y 2.227.627 de los militantes (39%) actualizaron sus datos. De esta manera, la militancia del PSUV se incrementó a 7.253.691 personas.

#### Segunda fase
La segunda fase inició el 21 de julio de 2007 — luego de un receso de más de un mes a causa de la realización de la Copa América en Venezuela — con la conformación de unas 22 mil unidades de base, conocidas como batallones socialistas. Cada batallón socialista debía estar compuesto por 300 aspirantes a militantes, y realizar tres asambleas de batallón para discutir todos los aspectos relacionados con la fundación del partido, eligiéndose en la última de las asambleas a un vocero quien participaría en una elección por parroquia para elegir a los representantes al Congreso Fundacional del PSUV.
Alberto Müller Rojas, miembro de la Comisión Promotora, explicó que los aspirantes a militantes realizarían cursos de formación ideológica, en donde se discutirían temas como "organización económica, política, del Estado, las problemáticas de la geometría del poder, su significado". También comentó que aquellos aspirantes a militantes que no contaran con la voluntad o el tiempo para asistir a las asambleas y demás actividades del partido, no podrían ser militantes y quedarían como simpatizantes del PSUV.
Cada batallón socialista realizó tres asambleas, teniendo un objetivo distinto cada una de ellas:
- Primera asamblea: Instalación de las jornadas de debate, selección del director de debate y del relator de la asamblea, y la apertura de la lista de aspirantes a militantes situados en el batallón socialista.
- Segunda asamblea: Realización de un debate para definir las bases ideológicas y estructurales del PSUV.
- Tercera asamblea: Elección de los voceros y comisionados del batallón.[136][137]

El 29 de septiembre de 2007 se realizó a nivel nacional la elección de voceros y comisionados, eligiéndose un vocero, su suplente y cinco comisionados en cada batallón. Posteriormente se formaron las circunscripciones socialistas, conformadas cada una por entre 8 a 12 batallones socialistas para representar el área de una parroquia o un estado. Cada circunscripción socialista eligió a un delegado que la representara en el Congreso Fundacional, siendo electores aquellos voceros y comisionados elegidos en los batallones.

##### Primer congreso: Congreso Fundacional (2008)
El 12 de enero de 2008 se instaló el Congreso Fundacional en el Cuartel San Carlos de Caracas, en un acto al que asistieron los diversos delegados y el cual fue encabezado por Hugo Chávez.
Se planteó inicialmente realizar el Congreso Fundacional el 15 de agosto de 2007, luego se pospuso para el 8 de septiembre por motivos técnicos, después sufrió un nuevo aplazamiento hasta el 20 de octubre, para ser instalado finalmente en enero de 2008.
Fueron elegidos a nivel nacional un total de 1.681 delegados al Congreso Fundacional para cumplir con los siguientes objetivos:
- Realizar la declaración de principios del partido.
- Formular el programa.
- Definir los estatutos.
- Acordar los mecanismos para seleccionar los candidatos a cargos de elección popular.
- Elegir a las autoridades transitorias.

Para facilitar las tareas de discusión, el Congreso se dividió en dos bloques que sesionarían los días viernes, sábado y domingo durante 6 semanas:
- Bloque Estadal: Conformado por 24 delegados de enlace, uno por cada entidad federal, encargados de sesionar los días viernes para discutir y decidir cuál es el temario a debatir durante la plenaria del Congreso. Cada delegado estadal debía ser elegido de entre los delegados de su entidad mediante elecciones directas y secretas.[149]
- Plenaria del Congreso Fundacional: Compuesto por todos los 1.681 delegados del Congreso. Al inicio de las sesiones se dividen en 50 mesas de trabajo, con un máximo de 35 delegados en cada una, donde se debate el temario y se formulan las propuestas. Luego se debaten las propuestas de las mesas en una asamblea plenaria hasta obtener un documento final mediante el consenso o la votación. Este bloque sesiona los días sábado y domingo.

Además se crearon cuatro comisiones de trabajo y una secretaría técnica para dirigir y desarrollar el Congreso Fundacional. La Secretaría Técnica se conformó con siete integrantes y tiene como objetivo el recopilar las decisiones tomadas en las plenarias y, de acuerdo con éstas, redactar los documentos políticos. Los 24 delegados estadales de enlace se distribuyeron entre las cuatro comisiones quedando cada una con 6 miembros. Estas comisiones de trabajo son:
- Comisión de Organización: Encargada de guiar el desarrollo de la discusión dentro del Congreso Fundacional.
- Comisión de Propaganda: Encargada de difundir y distribuir los materiales necesarios para el Congreso y las conclusiones de este.
- Comisión Internacional: Encargada de establecer relaciones con los partidos socialistas a nivel mundial, y de gestionar la presencia de los invitados internacionales.
- Comisión de Asuntos Sociales: Encargada de darle seguimiento a los acontecimientos políticos y sociales durante la celebración del Congreso.[146]

La primera jornada de trabajo del Congreso Fundacional se realizó durante los días 19 y 20 de enero en la localidad mirandina de Charallave y contó con la asistencia de 1.676 delegados. Durante esta plenaria se inició la discusión sobre la declaración de principios del partido y además los delegados debatieron temas como: la forma de derrotar la pobreza, el internacionalismo, la responsabilidad del partido y el ejercicio de poder, entre otros. Además se eligieron a los integrantes de la Secretaría Técnica y a los delegados de enlace de los Bloques Estadales que formarían parte de cada una de las comisiones
Durante los días 26 y 27 de enero se realizó en el Domo Bolivariano de Barquisimeto la segunda jornada de trabajo a la cual asistieron 1.564 delegados — un 93% del total de delegados electos — que debatieron el contenido del programa del partido y temas como: la construcción del socialismo y del poder popular, la defensa de la revolución, la naturaleza y la soberanía, el internacionalismo y la socialización del poder. Durante este periodo el presidente Chávez le solicitó al Congreso Fundacional sancionar a aquellos aspirantes a militantes que, sin esperar a que se desarrollara el reglamento para las primarias partidistas, hubieran iniciado campañas políticas prematuras con vista a las elecciones regionales de 2008.
La tercera jornada de trabajo del Congreso Fundacional se realizó el 9 y 10 de febrero en el estadio Cachamay de Ciudad Guayana. En ella se dejó a un lado la discusión de las bases programáticas del partido para debatir y redactar una protesta — la cual llamaron Declaración de Bolívar — en contra de "los últimos actos del imperio contra Venezuela, el Presidente y el pueblo venezolano y el eco que hacen los medios privados del país de esas actuaciones" refiriéndose a la demanda que realizó la Exxon Mobil contra PDVSA por supuesto incumplimiento de contrato.
La cuarta jornada se realizó los días 16 y 17 de febrero en el teatro Teresa Carreño de Caracas con la asistencia de 1.676 delegados. Durante esta jornada el CF decidió por unanimidad el expulsar a Luis Tascón por falta de disciplina. Días antes Tascón había denunciado por corrupción al hermano de Diosdado Cabello, José David Cabello, por un presunto sobreprecio en la compra de unos automóviles. Durante la celebración de esta jornada también se crearon siete comisiones encargadas de dar seguimiento a temas de interés nacional.
La quinta jornada se llevó a cabo durante los días 23 y 24 de febrero en el Complejo Polideportivo Simón Bolívar de Puerto La Cruz. Durante esta jornada se eligió como presidente del PSUV a Hugo Chávez, se decidió que la asamblea de delegados y delegadas — conformada por los 1.681 integrantes del Congreso Fundacional — sería la máxima autoridad del partido y se definió la forma de elegir a las autoridades transitorias del partido para lo cual cada delegación estadal presentó a tres candidatos, sumándose así 69 candidatos entre los cuales sería elegida la directiva transitoria.
La sexta y última jornada del Congreso Fundacional se realizó en la ciudad de Maracaibo el 1 y 2 de marzo de 2008. En esta última jornada se aprobaron los estatutos del partido y se estableció la elección de la Junta Directiva Nacional para el 9 de marzo.

#### Tercera fase
La tercera y última fase para la conformación del partido consistió en la elección de las autoridades transitorias del PSUV. Durante las últimas jornadas del Congreso Fundacional se realizó una lista de posibles candidatos a ser autoridades, lista que fue depurada por Chávez hasta ser solo 69 candidatos de los cuales serían elegidos quince. Se instalaron 600 mesas electorales en todo el país vigiladas por el Consejo Nacional Electoral. En esta elección tuvieron derecho a votar todos los voceros, comisionados y directivos de cada uno de los 14 mil batallones socialistas para un total de 94 mil electores.
La elección se realizó el 9 de marzo con una participación importante de electores, según Jorge Rodríguez. Los quince candidatos con mayor cantidad de votos, elegidos para ser autoridades transitorias durante un año, fueron:
| Militante               | Votos  | Condición |
| ----------------------- | ------ | --------- |
| Aristóbulo Istúriz      | 38 186 | Principal |
| Adán Chávez Frías       | 34 246 | Principal |
| Mario Silva             | 32 483 | Principal |
| Jorge Rodríguez         | 31 034 | Principal |
| Antonia Muñoz           | 29 777 | Principal |
| Carlos Escarrá          | 29 104 | Principal |
| Noelí Pocaterra         | 26 240 | Principal |
| Vanessa Davies          | 26 046 | Principal |
| Cilia Flores            | 23 388 | Principal |
| María León              | 23 204 | Principal |
| Nicolás Maduro          | 23 165 | Principal |
| Alí Rodríguez Araque    | 22 623 | Principal |
| Héctor Rodríguez        | 20 556 | Principal |
| Elías Jaua              | 20 161 | Principal |
| Erika Farías            | 19 307 | Principal |
| María Cristina Iglesias | 18 933 | Suplente  |
| Diosdado Cabello        | 18 290 | Suplente  |
| Héctor Navarro          | 17 794 | Suplente  |
| Freddy Bernal           | 17 636 | Suplente  |
| Luis Reyes Reyes        | 17 141 | Suplente  |
| Jacqueline Farías       | 16 121 | Suplente  |
| Rafael Ramírez          | 15 352 | Suplente  |
| Willian Lara            | 15 114 | Suplente  |
| Ramón Rodríguez Chacín  | 15 066 | Suplente  |
| Rodrigo Cabezas         | 14 888 | Suplente  |
| Ana Elisa Osorio        | 14 742 | Suplente  |
| Darío Vivas             | 14 291 | Suplente  |
| Yelitza Santaella       | 13 608 | Suplente  |
| Tarek El Aissami        | 12 911 | Suplente  |
| Alberto Müller Rojas    | 12 007 | Suplente  |

| Principal | Suplente |

### Segundo congreso: I Congreso Extraordinario (2009-2010)
Tras la elección de 772 delegados municipales se inició el segundo congreso del PSUV, el I Congreso Extraordinario. Comenzó 21 de noviembre de 2009 en Caracas con el discurso de instalación pronunciado por el presidente Hugo Chávez en la Sala Ríos Reina del Teatro Teresa Carreño y finalizó en el año 2010 con la aprobación de los «Estatutos del PSUV», la «Declaración de Principios del PSUV» y las «Bases Programáticas del PSUV».

### Tercer congreso: I Congreso Ordinario (2014)
Tuvo lugar en Caracas del 26 al 31 de julio de 2014. En el mismo se planteó la revisión de la ideología, del programa político y de la organización del PSUV, así como se nombró a Nicolás Maduro como presidente del partido, y a Hugo Chávez como líder eterno y presidente fundador de la organización. Para este congreso se eligieron 535 delegados, por voto universal en cada municipio de Venezuela, y, al mismo tiempo, asistieron los diputados de la Asamblea Nacional, y los alcaldes y gobernadores del partido, así como los integrantes de la dirección nacional, para un total de 265 miembros "natos", y cerca de 800 delegados miembros del III Congreso. Para la realización de este congreso se adoptó el siguiente cronograma de actividades, elaborado por la comisión coordinadora:
| Fecha                                     | Actividades                                                                   |
| ----------------------------------------- | ----------------------------------------------------------------------------- |
| 11 de abril de 2014 - 12 de abril de 2014 | Instalación de Asambleas Estatales                                            |
| 11 de abril de 2014 - 31 de mayo de 2014  | Asambleas de Debate en las UBCH                                               |
| 1 de julio de 2014 - 13 de julio de 2014  | Plenarias Estatales                                                           |
| 26 de abril de 2014 - 29 de junio de 2014 | Actividades Especiales                                                        |
| 8 de junio de 2014                        | Postulación de Aspirantes a Delegados al III Congreso                         |
| 20 de julio de 2014                       | Elección de Delegados al III Congreso                                         |
| 21 de julio de 2014 - 25 de julio de 2014 | Reunión Preparatoria de Delegados al III Congreso                             |
| 24 de julio de 2014                       | Actividades Especiales en el Marco del Natalicio del Libertador Simón Bolívar |
| 26 de julio de 2014 - 31 de julio de 2014 | III Congreso Nacional del PSUV                                                |
| 28 de julio de 2014                       | Actividades Especiales en el Marco del Natalicio de Hugo Chávez               |

Las elecciones de delegados al III Congreso tuvieron lugar el 20 de julio, con la asesoría técnica del Consejo Nacional Electoral, en dónde se midieron los 5.156 preseleccionados por las Unidades de Batalla "Bolívar-Chávez", las direcciones estatales y las municipales. En estos comicios resultaron elegidos 537 delegados, aunque aún no se conocen las cifras de participación. El vicepresidente de la organización aseguró en una rueda de prensa que "no [era] sencillo sacar cuántos votaron", mientras que empresas encuestadoras como Hinterláces aseguraron que solo habría participado un 20% de la militancia.

## Ideología y posiciones políticas
En sus bases programáticas defienden la Revolución Bolivariana como un proceso de transición pacífica al socialismo y, por lo tanto, de superación del capitalismo. Esto es, en línea con el Socialismo del siglo XXI. Considera la construcción del socialismo necesariamente ligada a una lucha antiimperialista que, actualmente, debe consistir en la conformación de un bloque de países socialistas en América Latina.

## Organización

### Congreso del Partido

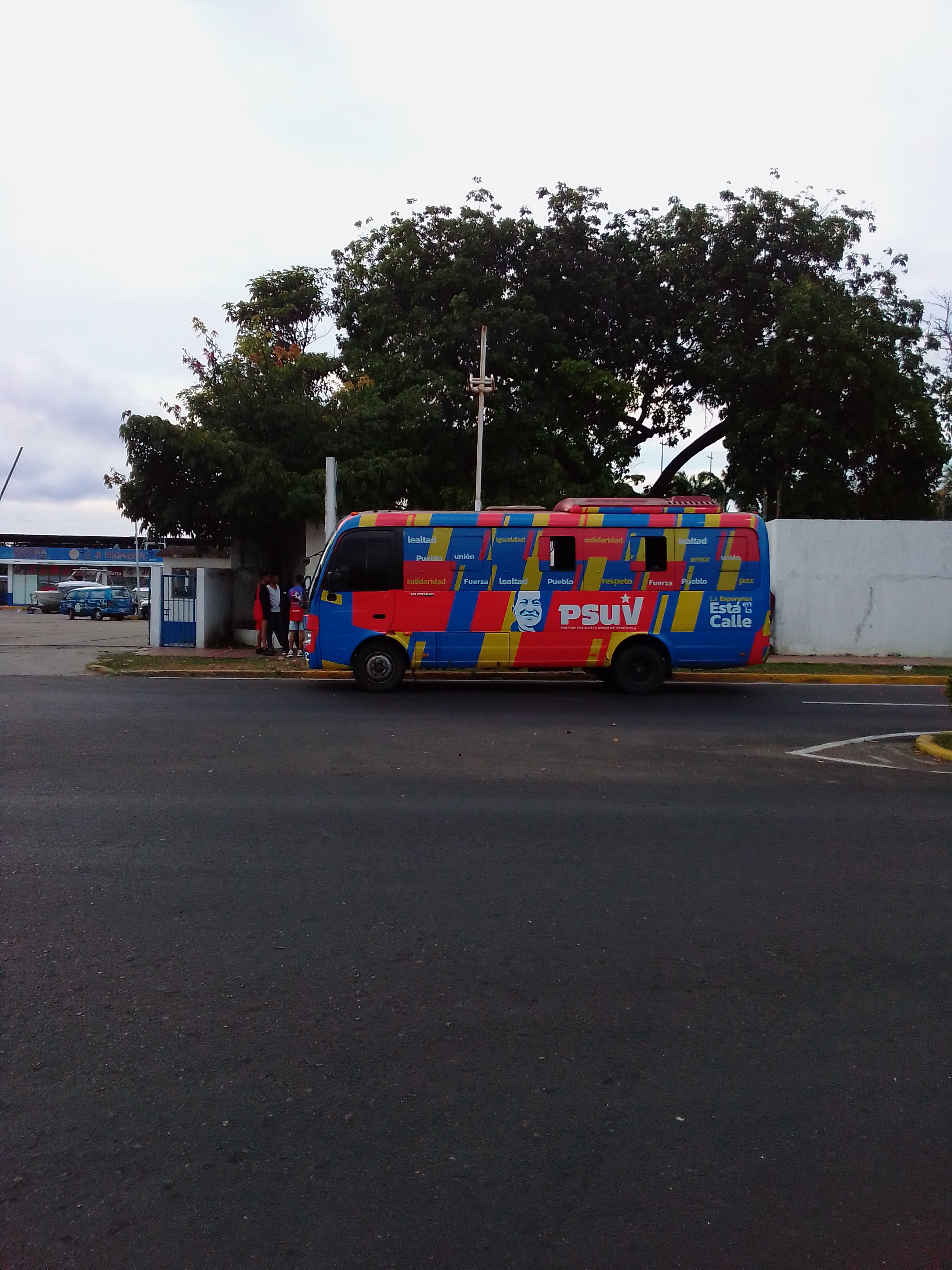
Bus del PSUV

Según los estatutos del PSUV, el “Congreso Socialista” es la máxima instancia del partido, y tiene la potestad de establecer la normativa de la organización, nombrar al presidente, y convocar a elecciones internas para la renovación de la Dirección Nacional cuando así lo considere. Puede ser convocado periódicamente por la Dirección Nacional vigente y está integrado por delegados natos (integrantes de la Dirección Nacional y Equipos Políticos Locales) y delegados electos por las bases del partido.

### Dirección Nacional
La Dirección Nacional del PSUV es el máximo órgano ejecutivo y disciplinario del partido rojo, después del Congreso Nacional. Según el reglamento de funcionamiento de la organización, la Dirección Nacional está compuesta por las siguientes instancias:

#### Integrantes de la Dirección Nacional
Los integrantes de la directiva del PSUV pueden ser elegidos, en su mayoría, por medio de elecciones directas y secretas, o también pueden ser escogidos, en menor proporción, mediante los métodos alternativos establecidos en el artículo 5 de los estatutos del partido cuando se considere necesario.
| \| Militante \| Designación \| Retiro \| Cargo \| Observaciones \| \| \| \| \| \| \| \| \| \| Hugo Chávez \| 23 de febrero de 2008 \| 5 de marzo de 2013 \| (Presidente y Fundador del partido)[184] \| Fallece el 5 de marzo de 2013[185] \| \| \| Nicolás Maduro \| 9 de marzo de 2008 \| En el cargo \| Presidente \| Presidente del Buró Político \| \| \| Diosdado Cabello \| 9 de marzo de 2008 \| En el cargo \| Vicepresidente Nacional \| Vicepresidente de la Región Los Andes (Mérida y Táchira). Integrante del Buró Político \| \| \| \| \| \| \| \| \| \| Adán Chávez \| 9 de marzo de 2008 \| En el cargo \| Vicepresidente de la Región Los Llanos (Sur) \| (Apure, Barinas y Portuguesa) Integrante del Buró Político \| \| \| Alberto Müller Rojas \| 9 de marzo de 2008 \| 29 de marzo de 2010 \| \| *Se retira del partido por diferencias personales[186] \| \| \| Alí Rodríguez Araque \| 9 de marzo de 2008 \| 19 de noviembre de 2018 \| \| Fallece el 19 de noviembre de 2018 Asesor del Buró Político \| \| \| Ana Elisa Osorio \| 9 de marzo de 2008 \| En el cargo \| \| \| \| \| Antonia Muñoz \| 9 de marzo de 2008 \| 29 de agosto de 2017 \| \| Expulsada del partido.[187] \| \| \| Aristóbulo Istúriz \| 9 de marzo de 2008 \| 27 de abril de 2021 \| Falleció por COVID-19 \| \| \| \| Blanca Eekhout[188] \| 10 de enero de 2011 \| En el Cargo \| Vicepresidenta de Movimientos Sociales y del GPP \| Integrante del Tribunal Disciplinario \| \| \| Carlos Escarrá \| 9 de marzo de 2008 \| 25 de enero de 2012 \| \| Fallece el 25 de enero de 2012[189] \| \| \| Cilia Flores \| 9 de marzo de 2008 \| En el cargo \| \| Integrante del Buró Político \| \| \| Darío Vivas \| 9 de marzo de 2008 \| En el cargo \| Vicepresidente de Movilización y Eventos \| \| \| \| Elías Jaua \| 9 de marzo de 2008 \| En el cargo \| Vicepresidente de la Región Central \| (Distrito Capital, Miranda y Vargas) Integrante del Buró Político \| \| \| Érika Farias \| 9 de marzo de 2008 \| En el cargo \| \| Integrante del Tribunal Disciplinario \| \| \| Ernesto Villegas[190] \| 31 de julio de 2014 \| En el Cargo \| Vicepresidente de Comunicación, Propaganda y Agitación \| \| \| \| Fernando Soto Rojas \| 21 de enero de 2011 \| En el Cargo \| \| Asesor del Buró Político \| \| \| Francisco Ameliach[191] \| 7 de mayo de 2009 \| En el Cargo \| Vicepresidente de Organización Política y Electoral \| Integrante del Buró Político \| \| \| Francisco Arias Cárdenas \| 10 de enero de 2011 \| \| \| \| \| \| Freddy Bernal \| 9 de marzo de 2008 \| En el Cargo \| Vicepresidente de la Región Occidental \| (Lara y Falcón) \| \| \| Héctor Navarro \| 9 de marzo de 2008 \| 24 de junio de 2014* \| \| *Suspendido (pasa a Tribunal Disciplinario)[192] \| \| \| Héctor Rodríguez Castro \| 9 de marzo de 2008 \| En el Cargo \| Vicepresidente de la Región Guayana \| (Delta Amacuro, Bolívar y Amazonas) \| \| \| Jacqueline Faría \| 9 de marzo de 2008 \| En el Cargo \| Vicepresidenta de Gestión Pública \| \| \| \| Jesús Faría[193] \| 14 de febrero de 2013 \| En el Cargo \| \| \| \| \| Jorge Rodríguez Gómez \| 9 de marzo de 2008 \| En el Cargo \| Vicepresidente de Orgnanización \| Integrante del Buró Político \| \| \| Luis Reyes Reyes \| 9 de marzo de 2008 \| En el Cargo \| \| \| \| \| María Cristina Iglesias \| 9 de marzo de 2008 \| En el Cargo \| Vicepresidenta del Sistema de Formación Socialista \| Integrante del Tribunal Disciplinario y Buró Político \| \| \| María León \| 9 de marzo de 2008 \| En el Cargo \| \| \| \| \| Mario Silva \| 9 de marzo de 2008 \| 2010 \| \| \| \| \| Noelí Pocaterra \| 9 de marzo de 2008 \| En el Cargo \| \| \| \| \| Pedro Carreño \| 9 de mayo de 2016 \| En el Cargo \| Vicepresidente de la Región Occidental \| (Trujillo y Zulia) \| \| \| Rafael Gil Barrios \| 10 de enero de 2011 \| En el Cargo \| Vicepresidente de Seguridad y Defensa \| \| \| \| Rafael Ramírez Carreño \| 9 de marzo de 2008 \| 4 de diciembre de 2017 \| \| \| \| \| Ramón Rodríguez Chacín \| 9 de marzo de 2008 \| En el Cargo \| Vicepresidente de la Región Los Llanos (Norte) \| (Cojedes y Guárico) \| \| \| Rodrigo Cabezas \| 9 de marzo de 2008 \| En el Cargo \| Vicepresidente de Asuntos Internacionales \| \| \| \| Tareck El Aissami \| 9 de marzo de 2008 \| En el Cargo \| Vicepresidente de la Región Centro-Occidental \| (Aragua, Lara, Yaracuy y Carabobo) \| \| \| Vanessa Davies \| 9 de marzo de 2008 \| - \| \| Integrante del Tribunal Disciplinario \| \| \| Willian Lara \| 9 de marzo de 2008 \| 10 de septiembre de 2010 \| \| Fallece el 10 de septiembre de 2010[194] \| \| \| Fidel Ernesto Vásquez \| 9 de marzo de 2008 \| En el Cargo \| Vicepresidente de la Región Oriental \| (Monagas, Sucre, Anzoátegui, Nueva Esparta) \| \| |                       |                          |                                                        |                                                                                        |  |
| Militante | Designación           | Retiro                   | Cargo                                                  | Observaciones                                                                          |  |
| |                       |                          |                                                        |                                                                                        |  |
| Hugo Chávez | 23 de febrero de 2008 | 5 de marzo de 2013       | (Presidente y Fundador del partido)                    | Fallece el 5 de marzo de 2013                                                          |  |
| Nicolás Maduro | 9 de marzo de 2008    | En el cargo              | Presidente                                             | Presidente del Buró Político                                                           |  |
| Diosdado Cabello | 9 de marzo de 2008    | En el cargo              | Vicepresidente Nacional                                | Vicepresidente de la Región Los Andes (Mérida y Táchira). Integrante del Buró Político |  |
| |                       |                          |                                                        |                                                                                        |  |
| Adán Chávez | 9 de marzo de 2008    | En el cargo              | Vicepresidente de la Región Los Llanos (Sur)           | (Apure, Barinas y Portuguesa) Integrante del Buró Político                             |  |
| Alberto Müller Rojas | 9 de marzo de 2008    | 29 de marzo de 2010      |                                                        | *Se retira del partido por diferencias personales                                      |  |
| Alí Rodríguez Araque | 9 de marzo de 2008    | 19 de noviembre de 2018  |                                                        | Fallece el 19 de noviembre de 2018 Asesor del Buró Político                            |  |
| Ana Elisa Osorio | 9 de marzo de 2008    | En el cargo              |                                                        |                                                                                        |  |
| Antonia Muñoz | 9 de marzo de 2008    | 29 de agosto de 2017     |                                                        | Expulsada del partido.                                                                 |  |
| Aristóbulo Istúriz | 9 de marzo de 2008    | 27 de abril de 2021      | Falleció por COVID-19                                  |                                                                                        |  |
| Blanca Eekhout | 10 de enero de 2011   | En el Cargo              | Vicepresidenta de Movimientos Sociales y del GPP       | Integrante del Tribunal Disciplinario                                                  |  |
| Carlos Escarrá | 9 de marzo de 2008    | 25 de enero de 2012      |                                                        | Fallece el 25 de enero de 2012                                                         |  |
| Cilia Flores | 9 de marzo de 2008    | En el cargo              |                                                        | Integrante del Buró Político                                                           |  |
| Darío Vivas | 9 de marzo de 2008    | En el cargo              | Vicepresidente de Movilización y Eventos               |                                                                                        |  |
| Elías Jaua | 9 de marzo de 2008    | En el cargo              | Vicepresidente de la Región Central                    | (Distrito Capital, Miranda y Vargas) Integrante del Buró Político                      |  |
| Érika Farias | 9 de marzo de 2008    | En el cargo              |                                                        | Integrante del Tribunal Disciplinario                                                  |  |
| Ernesto Villegas | 31 de julio de 2014   | En el Cargo              | Vicepresidente de Comunicación, Propaganda y Agitación |                                                                                        |  |
| Fernando Soto Rojas | 21 de enero de 2011   | En el Cargo              |                                                        | Asesor del Buró Político                                                               |  |
| Francisco Ameliach | 7 de mayo de 2009     | En el Cargo              | Vicepresidente de Organización Política y Electoral    | Integrante del Buró Político                                                           |  |
| Francisco Arias Cárdenas | 10 de enero de 2011   |                          |                                                        |                                                                                        |  |
| Freddy Bernal | 9 de marzo de 2008    | En el Cargo              | Vicepresidente de la Región Occidental                 | (Lara y Falcón)                                                                        |  |
| Héctor Navarro | 9 de marzo de 2008    | 24 de junio de 2014*     |                                                        | *Suspendido (pasa a Tribunal Disciplinario)                                            |  |
| Héctor Rodríguez Castro | 9 de marzo de 2008    | En el Cargo              | Vicepresidente de la Región Guayana                    | (Delta Amacuro, Bolívar y Amazonas)                                                    |  |
| Jacqueline Faría | 9 de marzo de 2008    | En el Cargo              | Vicepresidenta de Gestión Pública                      |                                                                                        |  |
| Jesús Faría | 14 de febrero de 2013 | En el Cargo              |                                                        |                                                                                        |  |
| Jorge Rodríguez Gómez | 9 de marzo de 2008    | En el Cargo              | Vicepresidente de Orgnanización                        | Integrante del Buró Político                                                           |  |
| Luis Reyes Reyes | 9 de marzo de 2008    | En el Cargo              |                                                        |                                                                                        |  |
| María Cristina Iglesias | 9 de marzo de 2008    | En el Cargo              | Vicepresidenta del Sistema de Formación Socialista     | Integrante del Tribunal Disciplinario y Buró Político                                  |  |
| María León | 9 de marzo de 2008    | En el Cargo              |                                                        |                                                                                        |  |
| Mario Silva | 9 de marzo de 2008    | 2010                     |                                                        |                                                                                        |  |
| Noelí Pocaterra | 9 de marzo de 2008    | En el Cargo              |                                                        |                                                                                        |  |
| Pedro Carreño | 9 de mayo de 2016     | En el Cargo              | Vicepresidente de la Región Occidental                 | (Trujillo y Zulia)                                                                     |  |
| Rafael Gil Barrios | 10 de enero de 2011   | En el Cargo              | Vicepresidente de Seguridad y Defensa                  |                                                                                        |  |
| Rafael Ramírez Carreño | 9 de marzo de 2008    | 4 de diciembre de 2017   |                                                        |                                                                                        |  |
| Ramón Rodríguez Chacín | 9 de marzo de 2008    | En el Cargo              | Vicepresidente de la Región Los Llanos (Norte)         | (Cojedes y Guárico)                                                                    |  |
| Rodrigo Cabezas | 9 de marzo de 2008    | En el Cargo              | Vicepresidente de Asuntos Internacionales              |                                                                                        |  |
| Tareck El Aissami | 9 de marzo de 2008    | En el Cargo              | Vicepresidente de la Región Centro-Occidental          | (Aragua, Lara, Yaracuy y Carabobo)                                                     |  |
| Vanessa Davies | 9 de marzo de 2008    | -                        |                                                        | Integrante del Tribunal Disciplinario                                                  |  |
| Willian Lara | 9 de marzo de 2008    | 10 de septiembre de 2010 |                                                        | Fallece el 10 de septiembre de 2010                                                    |  |
| Fidel Ernesto Vásquez | 9 de marzo de 2008    | En el Cargo              | Vicepresidente de la Región Oriental                   | (Monagas, Sucre, Anzoátegui, Nueva Esparta)                                            |  |

| Electos en la fase de formación | Dejaron de formar parte de la directiva | Escogidos por el método de "cooptación" |

### Organización de base

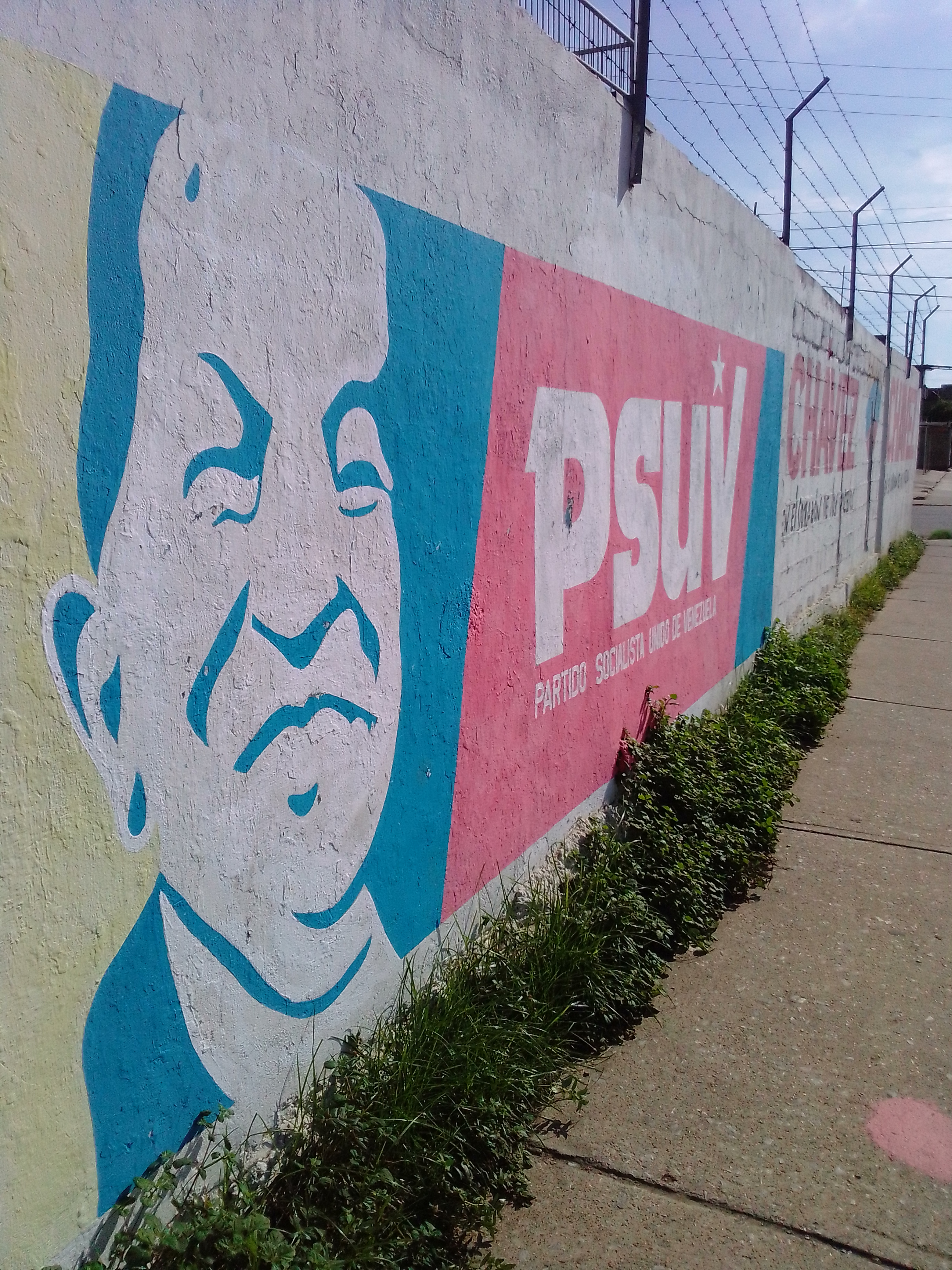
Mural con propaganda del PSUV

Según la página web del partido, él mismo organiza su militancia en Círculos de Lucha Popular, Unidades de Batalla "Bolívar-Chávez" y Patrullas.

#### Círculos de Lucha Popular (CLP)
Es un área geográfica, donde se organiza y se moviliza a las comunidades en torno a la "construcción del Socialismo Bolivariano", cómo así lo establece el PSUV. Así mismo éstas estructuras gestionan la solución de los problemas específicos que afectan al partido, y a las comunidades, en las instancias locales.

#### Unidades de Batalla “Bolívar-Chávez” (UBCh)
Cada CLP, está conformada por 4 UBCh. Las UBCh son las unidades de “acción electoral” del PSUV. A partir del fallecimiento del presidente Hugo Chávez se constituyen como entidades fundamentales del partido, siendo Diosdado Cabello su principal promotor, y sus funciones están descritas en el llamado Decálogo de las UBCh, el cual llama a los militantes a:
1. Estudiar y practicar la doctrina de la ética y la política chavista.
2. Fortalecer y expandir cada día más la vanguardia en las UBCh.
3. Asumir el compromiso histórico de colocarse a la vanguardia de la unidad y organización de todas las fuerzas sociales y políticas de la Revolución en su comunidad para fortalecer el Poder Popular.
4. Ser elemento permanente de propaganda y movilización en torno al Plan de la Patria y los logros de la Revolución Bolivariana.
5. Defender logros de la Revolución y combatir en cualquier terreno a los enemigos de la Patria.
6. Ejercer tareas de contraloría social en su comunidad.
7. Asumir el compromiso de ponerse a la vanguardia de conformar la Red de Hogares de la Patria en su comunidad y las visitas casa por casa.
8. Ser el vínculo entre la comunidad y el Gobierno Revolucionario para lograr la solución de los problemas más sentidos y participar activamente en el Gobierno de Calle.
9. Asumir el compromiso de colocarse a la vanguardia en la conformación de los Círculos de Luchas Populares y del Buen Vivir.
10. Organizarse y cumplir las tareas para ganar las elecciones.

#### Patrullas
Cada UBCh, está conformada por 10 patrullas. Las patrullas cumplen funciones sectoriales y, a su vez, se subdividen en unidades de:
- "Defensa Integral".
- Apoyo al Gobierno de Eficiencia en la Calle.
- Articulación con la Juventud.
- Articulación con los Movimientos Feministas.
- Articulación con los Movimientos Sociales.
- Formación Ideológica.
- Logística.
- Movilización.
- Propaganda, Agitación y Comunicación.
- Técnica Electoral.

Cada unidad sectorial recibe el nombre de patrulla sectorial, la cual agrupa a 10 patrulleros. Desde su creación, el PSUV se ha organizado en estas estructuras para la implementación del llamado método “1x10” en los procesos electorales.

### Juventud del PSUV
Es la organización juvenil del PSUV y su coordinador nacional es Héctor Rodríguez. Según los estatutos del PSUV:

## Símbolos
El himno del PSUV, titulado «La Hora del Pueblo», fue compuesto por Gustavo Arreaza.

## Resultados electorales

### Referéndum constitucional de 2007

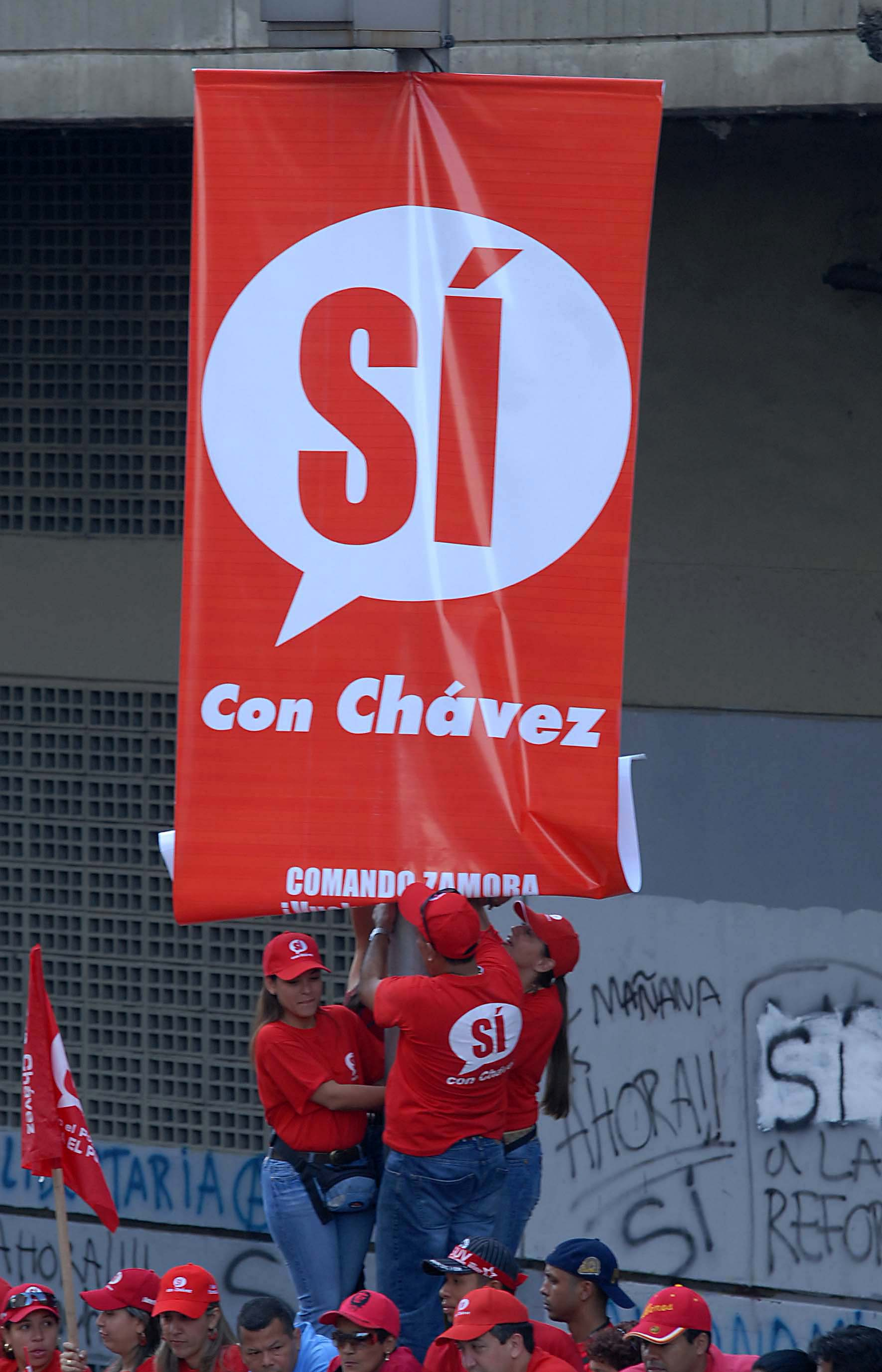
Cartel a favor de la reforma venezolana.

La primera prueba eleccionaria que debió atravesar el PSUV llegó incluso antes de que este fuera legalizado. Para la realización del referéndum constitucional de Venezuela de 2007, los aspirantes a militantes del PSUV formaron e inscribieron ante el Consejo Nacional Electoral como adherentes al Bloque del Sí a un conjunto de organizaciones de base llamadas Batallones Socialistas por la Reforma Constitucional, divididas en BataSos — batallones socialistas — de vanguardia y apoyo, gran BataSos y barre bases.
Este referéndum fue ganado por la opción del No — apoyado por la oposición venezolana — 50,7% contra 49,29% en el bloque A y 51,05% a 48,94% en el bloque B, siendo la primera derrota electoral de Hugo Chávez y convirtiéndose en un bautizo negativo para el entonces gestante partido que incluso ocasionó múltiples críticas de la izquierda venezolana hacia el PSUV.

### Elecciones regionales de 2008
El PSUV obtuvo la victoria en 17 de los 22 estados en disputa (77% de las gobernaciones) (Aragua, Sucre, Yaracuy, Delta Amacuro, Vargas, Apure, Bolívar, Cojedes, Falcón, Guárico, Lara, Mérida, Monagas, Portuguesa, Trujillo, Anzoátegui, Barinas) además de vencer en el Municipio Libertador del Distrito Capital lo que lo consolidó como el partido más votado a nivel nacional. Tomando en cuenta los resultados individuales de los partidos, el PSUV fue la organización con más votos en todos los estados del país exceptuando Zulia, donde Un Nuevo Tiempo fue el más votado.
Con este resultado el partido de gobierno controla 17 entidades federales de las 24 en las que se divide político-administrativamente Venezuela. Las restantes entidades son gobernadas por la oposición; excepto el estado Amazonas, que es gobernado por el partido disidente Patria Para Todos. Por lo tanto el PSUV gobierna en los 16 estados que concentran un 50% de la población del país los cuales general alrededor del 40% PIB de Venezuela, esto es excluyendo los estados Lara y Amazonas cuyos gobernadores fueron elegidos bajo el PSUV pero ahora son miembros de la Mesa de la Unidad Democrática, coalición política opositora al gobierno nacional.
En cuanto a alcaldías, el PSUV ganó aproximadamente el 80% de las municipios del país (más de 265 alcaldías). Siendo la primera vez que un partido político gana tantas alcaldías, mejorando su resultado del 2004 El PSUV también conquistó las 20 ciudades más pobladas de Venezuela, a excepción de Caracas, Maracaibo, Ciudad Bolívar, San Cristóbal, Mérida y Ciudad Ojeda. De las 24 capitales de estado el PSUV obtuvo 18 de ellas, ganando en el municipio más poblado del país (el Municipio Libertador de Caracas) y sede del poder central.
La abstención de las elecciones regionales de 2008 fue de 34,55%, la menor desde que se comenzaron a disputar este tipo de elección en Venezuela.

### Referéndum constitucional de 2009

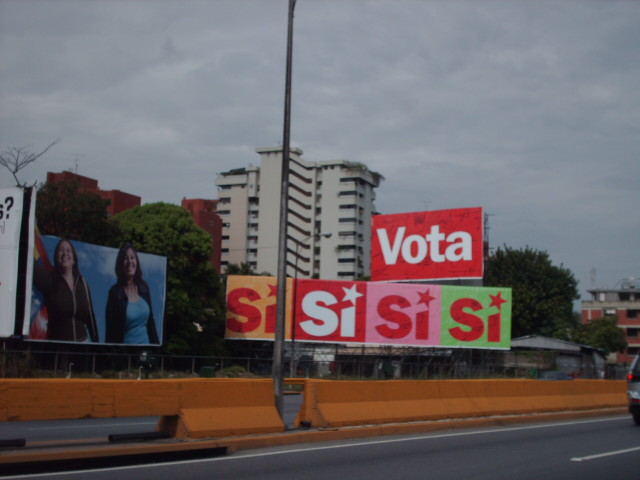
Propaganda por el «Sí» en Caracas en 2009.

Al aprobar la consulta de la enmienda, el PSUV y el PCV iniciaron la recolección de firmas para realizar el referéndum donde, según el Consejo Nacional Electoral se recolectaron 4 760 485 firmas, que fueron entregadas por la presidenta de la Asamblea Nacional, Cilia Flores, logrando llegar al 15 % del padrón electoral. La oposición criticó la reforma considerándola anticonstitucional, en respuesta a esto, el dirigente del PSUV, Carlos Escarrá dijo que es legal porque respecto al intento de reforma de 2007, "son iniciativas totalmente distintas”.  Según Aristóbulo Istúriz, miembro de la directiva nacional del PSUV, se conformaron 200 comités por el Sí.
En esta elección, para aprobar o rechazar la enmienda de los artículos 160, 162, 174, 192 y 230 de la Constitución de la República Bolivariana de Venezuela para permitir la postulación de cualquier cargo de elección popular de manera continua, el PSUV apoyó la propuesta del «Sí», obteniendo el 54,86 % de los votos.

### Elecciones parlamentarias de 2010
El PSUV obtuvo 95 de los 165 diputados de la Asamblea Nacional de Venezuela con el 48,13% de la votación general, sumados a tres diputados de otros partidos chavistas, el bloque oficialista se conforma por 98 diputados. Mientras los partidos de la Mesa de la Unidad democrática obtuvieron un 47,22% de los votos, a los cuales se les suman erróneamente los votos del también partido chavista Patria Para Todos quienes obtuvieron un 3,14%, debido a que este partido en aquel momento se autodefinia independiente. Nuevamente, el PSUV fue el partido político más votado a nivel nacional; a nivel federal, el PSUV fue la organización con más votos en todos los estados del país, exceptuando Zulia, donde Un Nuevo Tiempo fue el más votado de nuevo, y en Amazonas, donde el partido disidente Patria Para Todos consiguió más votos.

### Elecciones presidenciales de 2012
Hugo Rafael Chávez Frías, como candidato de la coalición Gran Polo Patriótico, mantuvo la presidencia ganando con el 55,25% de los votos, llegando a 8.136.637 votos totales, de los cuales 6.386.699 de votos (42,94%) fueron para el PSUV. Un 44,31% apoyó la principal coalición de partidos opositores, la Mesa de la Unidad Democrática.

### Elecciones regionales de 2012

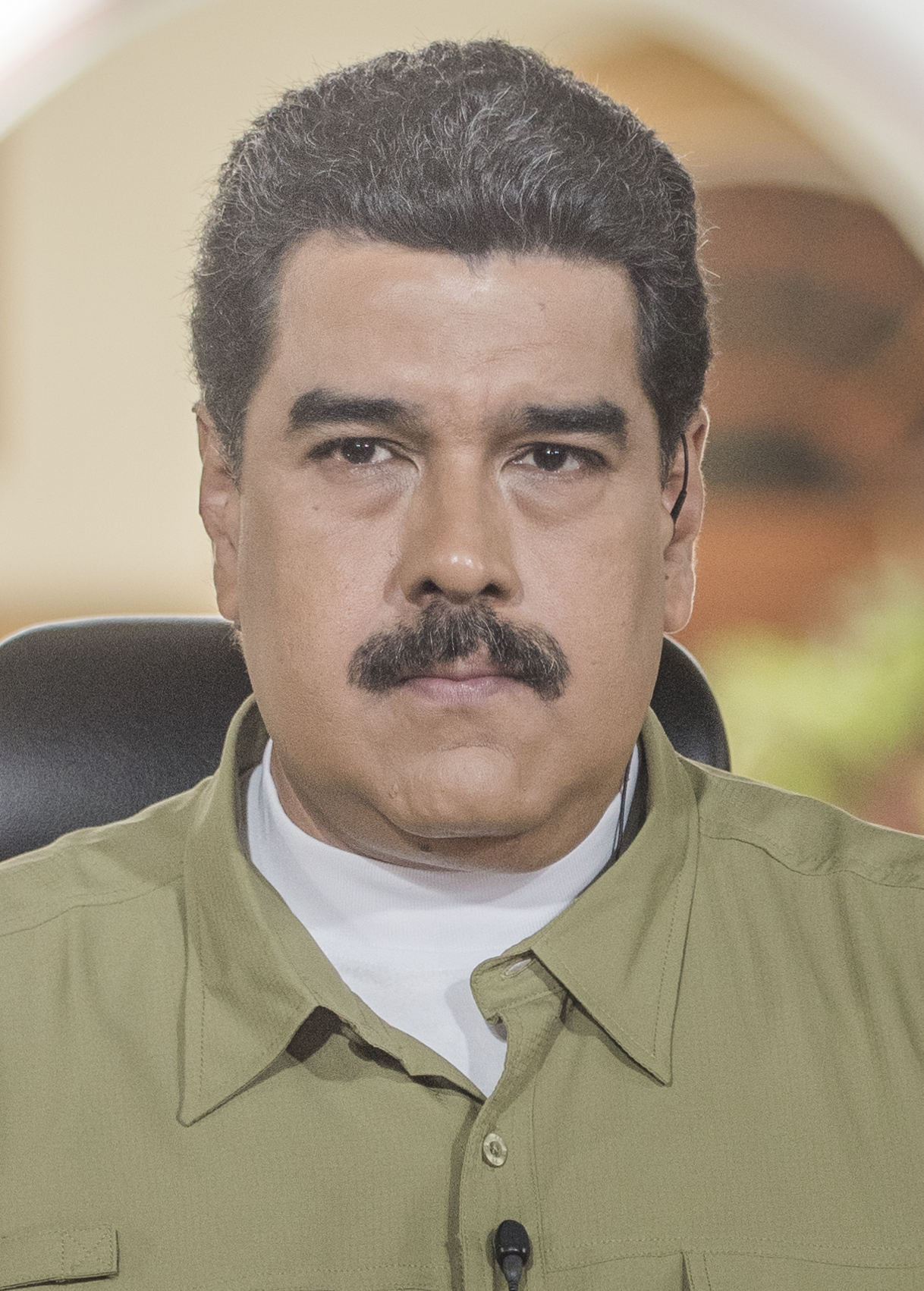
Nicolás Maduro, actual presidente de la República Bolivariana de Venezuela.

En esta elección, el PSUV, en conjunto con los partidos del Gran Polo Patriótico, obtuvo 20 de 23 gobernaciones, con el 56,22% de la votación general. Y una mayoría parlamentaria en 22 de 23 consejos legislativos estadales.

### Elecciones presidenciales de 2013
Anteriormente, el 8 de diciembre de 2012, el presidente Hugo Chávez anunció que sería sometido a una nueva intervención quirúrgica por la reaparición de “algunas células malignas”. Asimismo, Hugo Chávez manifestó que “si algo ocurriera, que a mí me inhabilite para continuar al frente de la presidencia de la República Bolivariana de Venezuela, Nicolás Maduro no sólo en esa situación debe concluir como manda la constitución el período, sino que mi opinión firme y plena —como la luna llena— irrevocable, absoluta, total es que en ese escenario, que obligaría a convocar a elecciones presidenciales, ustedes elijan a Nicolás Maduro como presidente de la República Bolivariana”.
Con el fallecimiento de Hugo Chávez el 5 de marzo de 2013, el Consejo Nacional Electoral convoca a elecciones, siendo pautadas para el domingo 14 de abril de 2013.
El candidato del PSUV y del Gran Polo Patriótico, como petición del mismo Hugo Chávez, sería Nicolás Maduro Moros, quien obtuvo el 50,61% de los votos frente al 49,12% del candidato de la coalición opositora Mesa de la Unidad Democrática, Henrique Capriles.

### Elecciones parlamentarias de 2015
El primer boletín de resultados se entregó a las 12:30 a. m. del 7 de diciembre por la presidenta del Consejo Nacional Electoral Tibisay Lucena, más de 6 horas luego del cierre de las elecciones. Faltando 22 escaños por definir, se entregaron los siguientes resultados parciales, Mesa de la Unidad Democrática: 99 diputados y Partido Socialista Unido de Venezuela: 46 diputados. Una vez hecha oficial la entrega del primer boletín, el presidente Maduro se pronunció afirmando que las elecciones se dieron con normalidad, y reconociendo la victoria de la oposición, afirmando que "ha triunfado la guerra económica" y que "reconocía los resultados adversos", declarando que esto sería una victoria para la constitución y la democracia. Maduro se había comprometido a reconocer los resultados días antes en un compromiso que firmó públicamente el 26 de octubre de 2015. El segundo boletín, entregado en la noche del 7 de diciembre, aumentó a 110 los diputados obtenidos por la MUD y 55 por el PSUV, faltando aun dos escaños por asignar.
Finalmente, el 8 de diciembre, más de dos días luego del cierre de las elecciones y con el total de las actas y adjudicaciones, la MUD se le otorga 112 diputados y 55 para el Gran Polo Patriótico, coalición en la que se integra el PSUV.

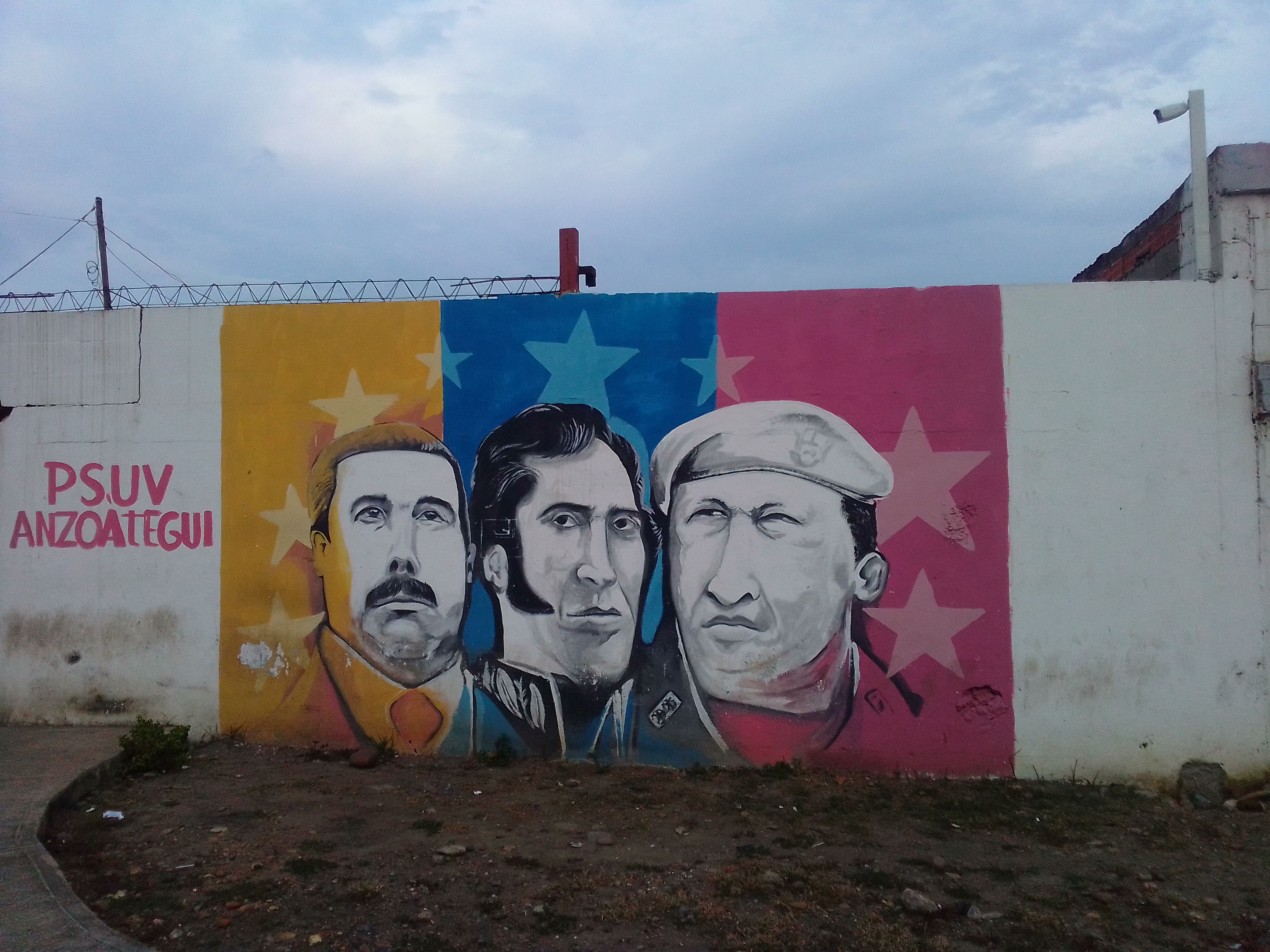
Mural con propaganda del PSUV

### Elecciones regionales de 2017
En 2017, el PSUV con el apoyo de la coalición Gran Polo Patriótico, obtuvo 18 de 23 gobernadores.

### Elecciones municipales de 2017
En 2017, el PSUV ganó 295 de las 335 alcaldías que se disputaron.

### Resumen electoral en gráficos

#### Elecciones presidenciales
|  | 42.94 % |

|  | 55.07 % |

|  | 41.31 % |

|  | 50.61 % |

|  | 57.31 % |

|  | 67.84 % |

|  | 0 % |

|  | 51.95 % |

|  | 23.13 % |

|  | 30.49 % |

Elecciones parlamentarias
|  | 46.07 % |

|  | 37.84 % |

|  | 62.34 % |

|  | 83.42 % |

Elecciones municipales y regionales
|  | 44.89 % |

|  | 44.89 % |

|  | 50.72 % |

|  | 50.72 % |

|  | 46.65 % |

|  | 48.69 % |

|  | 21.91 % |

|  | 71.31 % |

|  | 55.07 % |

|  | 39.09 % |

|  | 39.09 % |

|  | 82.60 % |